# Стаффорд, Анна
А́нна Га́стингс, графи́ня Ха́нтингдон (англ. Anne Hastings, Countess of Huntingdon), урождённая леди А́нна Ста́ффорд — младшая дочь Генри Стаффорда, 2-го герцога Бекингема, от его брака с Кэтрин Вудвилл, сестрой королевы Елизаветы.

## Биография
Анна Стаффорд родилась приблизительно в 1483 году. В том же году её отец Генри Стаффорд был казнён как изменник по приказу короля Ричарда III. Анна оставалась на попечении старшего брата, Эдварда Стаффорда, 3-го герцога Бекингема, вплоть до своего первого замужества в 1500 году.
Её первый брак с сэром Уолтером Гербертом был организован Эдвардом Стаффордом. Хотя Герберт был незаконнорождённым сыном Уильяма Герберта, 1-го графа Пембрука, он всё же являлся полноправным владельцем замка Раглан, расположенного на границе с Уэльсом и имевшего стратегическое значение. Благодаря замужеству сестры герцог упрочил своё влияние в Уэльсе. Брак Анны и сэра Уолтера был бездетным, а в сентябре 1507 года она овдовела.
После смерти супруга леди Анна вернулась в поместье старшего брата, герцога Бекингема, где жила следующие два года. По завещанию ей была назначена вдовья доля в размере 300 марок и переданы в собственность земли покойного. В течение этого времени Бекингем выплачивал ей содержание из тех денег, что она получила по наследству, а также предпринял необходимые меры для того, чтобы не утратить контроль над замком Раглан. В январе 1509 года он добился получения гранта, согласно которому его сестра могла распоряжаться замком по праву доверительной собственности.
Её вторым мужем был Джордж Гастингс, ставший в 1529 году графом Хантингдоном. Они поженились в декабре 1509 года. В этом браке родилось восемь детей: пять сыновей и три дочери. Как и в первом случае, Бекингем преследовал свои цели, устраивая личную жизнь сестры. В 1511 году Гастингс поручил герцогу управление всеми его землями в Уэльсе.
В 1510 году Анна Стаффорд оказалась в центре скандальной истории. В то время при дворе Генриха VIII служили две леди из рода Стаффордов: Анна и её сестра Элизабет. Обе они были замужем. Ходили слухи, что одна из них стала любовницей короля. Вторая же, узнав об этом, рассказала обо всём её мужу и брату, Эдварду Стаффорду. Между герцогом и Генрихом произошла ссора, королевскую любовницу сослали в монастырь для покаяния, а сестру-наветчицу отлучили от двора.
У исследователей нет единого мнения о том, которая из сестёр Стаффорд стала причиной скандала, так как прямых доказательств не сохранилось. В частности, испанский посол дон Луис Карос, рассказывая об этом случае в своём донесении, не упоминает имени леди, говоря о ней лишь как о замужней сестре герцога Бекингема. Согласно биографии Эдварда Стаффорда авторства Барбары Джин Харрис, героиней этого инцидента была младшая сестра, Анна. У неё был флирт с сэром Уильямом Комптоном, одним из близких друзей короля, который добивался её расположения от имени Генриха. Элизабет поведала о сложившейся ситуации брату, на что тот в порыве гнева заявил, что «женщины рода Стаффордов не игрушки ни для Комптонов, ни для Тюдоров», после чего отвёл Анну к её супругу, а тот увёз её в монастырь. Затем последовало резкое объяснение Бекингема с королём, после чего тот заставил королеву исключить леди Элизабет из своей свиты.
Алисон Уир в своей книге «The Six Wives of Henry VIII» выдвинула иную версию. Любовницей Генриха была леди Элизабет, а Комптон, чтобы сохранить их связь в секрете, для отвода глаз делал вид, что это он ухаживает за ней. Анна, заметив это, тотчас доложила обо всём брату, герцогу Бекингему, который вскоре застиг Комптона в покоях сестры. После бурного разбирательства, король, предупреждённый Комптоном, сделал Бекингему выговор, Элизабет была отправлена в монастырь, а леди Анне, которая была одной из любимых фрейлин королевы Екатерины Арагонской, приказали покинуть двор.
Связь Анны с Комптоном возобновилась спустя несколько лет. В 1527 году кардинал Томас Уолси обвинил Комптона в прелюбодеянии с Анной, и тому пришлось поклясться в том, что он был верен своей жене. Однако примечательно то, что ещё в 1523 году Комптон завещал Анне Стаффорд пожизненное право на его земли в Лестершире. Это было весьма необычно, учитывая тот факт, что подобное наследство, как правило, оставляли лишь близким родственникам.
Как бы то ни было, Анне удалось сохранить добрые отношения и со своим мужем. В своём завещании он назвал её в числе душеприказчиков, поручил опеку над их детьми и обязанность позаботиться о приданом для их дочерей, а также оставил в наследство всё своё движимое и недвижимое имущество. Скончалась леди Анна в 1544 году.

## Образ в кинематографе и литературе
- Анна Стаффорд — второстепенный персонаж романа «Вечная принцесса» британской писательницы Филиппы Грегори.
- В драматическом телесериале «Тюдоры» роль Анны Стаффорд исполнила актриса Анна Брюстер[англ.]. По сюжету она является не сестрой, а дочерью Эдварда Стаффорда, а любовная интрига у неё завязывается не с королём или Комптоном, а с Чарльзом Брэндоном. Она умирает во время эпидемии потницы в 1528 году.